# La Enredadora
La Enredadora är en ort i Mexiko.   Den ligger i kommunen Jerécuaro och delstaten Guanajuato, i den centrala delen av landet, 170 km nordväst om huvudstaden Mexico City. La Enredadora ligger 2 159 meter över havet och antalet invånare är 453.
Terrängen runt La Enredadora är kuperad österut, men västerut är den platt. Runt La Enredadora är det ganska tätbefolkat, med 54 invånare per kvadratkilometer. Närmaste större samhälle är Jerécuaro, 11,0 km söder om La Enredadora. I omgivningarna runt La Enredadora växer huvudsakligen savannskog.